# Blondie Chaplin
Terence William Chaplin (7 de julio de 1951, Durban, Sudáfrica), conocido como Blondie Chaplin, es un guitarrista y compositor de blues sudafricano, siendo el más popular y reconocido de su país. Su llegada al estrellato se dio por formar parte por unos años del célebre conjunto estadounidense de pop rock The Beach Boys. Llegó a tocar y colaborar con Jennifer Warnes, Bonnie Raitt, David Johansen, Murphy Elliott y The Band.
Durante su periodo junto a The Beach Boys produjo, compuso y colaboró con varias canciones para el conjunto, como "Here She Comes" y "Hold On Dear Brother", y más tarde el célebre clásico "Sail On, Sailor". Su popularidad aumentó considerablemente cuando comenzó a ir de gira con The Rolling Stones.

## The Flame y The Beach Boys
Comenzó tocando en su conjunto The Flame, con aquel conjunto logró el primer éxito con un grupo integrado por nativos de Sudáfrica, con el sencillo de 1968 "For Your Precious Love". Al año siguiente, Carl Wilson (miembro de The Beach Boys), los presenció en tocando en un bar de Londres. Entonces, Wilson decidió contratarlos y producir su primer disco, precisamente él estaba buscando bandas para producir con su propio sello Brother Records. Luego de la producción de su primer álbum, el grupo The Flame se disolvió, Chaplin junto al baterista Ricky Fataar fueron invitados a ser miembros oficiales de The Beach Boys. Las primeras contribuciones con el grupo estadounidense fueron las canciones "Here She Comes" y "Hold On Dear Brother" que aparecen en el álbum Carl and the Passions - "So Tough". Luego, la banda decidió dejarle cantar a Chaplin la célebre "Sail On, Sailor" y "Funky Pretty", fue ayudado por The Beach Boys para componer "Leaving This Town", estas obras aparecen en Holland, una canción "We Got Love", fue compuesta por Ricky Fataar y Chaplin, con ayuda de Mike Love, pero la misma quedó inédita. Ambos se quedaron hasta 1976, aparecieron por última vez en The Beach Boys in Concert.

### Después de su partida con The Beach Boys
Tras The Beach Boys, Chaplin trabajó con Dave Mason, Joe Walsh, Hudson de The Band y Rick Danko. Fue partícipe durante los años 1980 de una reunión de The Byrds. En 1997 Chaplin estuvo presente en el álbum de The Rolling Stones, Bridges to Babylon, tocando el piano y el bajo.
Se unió con Brian Wilson durante la gira que hicieron con Jeff Beck durante 2013, y en la actualidad es miembro estable de la banda de Wilson junto a otro ex beach boy, Al Jardine.

### Citas
1. ↑  Ex-Beach Boy Blondie Chaplin joins Brian Wilson-Jeff Beck shows Los Angeles Times.